# Day after tomorrow II
『day after tomorrow II』（デイ・アフター・トゥモロー・ツー）は、日本の音楽ユニット・day after tomorrowが2002年11月20日にavex traxから発売した2枚目のミニアルバムである。

## 内容
前作『day after tomorrow』から約3か月ぶりのアルバム作品であり、映像作品『My faith』と同時発売された。
前作同様、通常のCD-DA規格ではなくCCCD規格で発売され、全曲にタイアップが付いた。また、今作からメンバーも編曲に携わるようになった。
オリコンチャート初登場3位を獲得。シングル・アルバム通じて初のトップ3入りを果たした。

## 収録曲
| 全作詞: misono。 |                       |           |           |                                        |      |
| #                | タイトル              | 作詞      | 作曲      | 編曲                                   | 時間 |
| 1.               | 「futurity」          | misono    | 鈴木大輔  | 五十嵐充、day after tomorrow           | 4:27 |
| 2.               | 「rosy girl」         | misono    | 北野正人  | 五十嵐充、day after tomorrow           | 4:05 |
| 3.               | 「My faith」          | misono    | 鈴木大輔  | 五十嵐充、day after tomorrow           | 5:10 |
| 4.               | 「Hello, everybody!」 | misono    | 北野正人  | 五十嵐充、day after tomorrow           | 3:49 |
| 5.               | 「melody」            | misono    | 鈴木大輔  | 五十嵐充、day after tomorrow、石塚知生 | 5:16 |
| 6.               | 「after all…」        | misono    | 五十嵐充  | 五十嵐充、day after tomorrow           | 4:51 |
| 合計時間:        | 合計時間:             | 合計時間: | 合計時間: | 27:38                                  |      |

### 解説
1. futurity
後に3rdシングルの表題曲としてリカットされた。
2. rosy girl
3. My faith
後に2ndシングルの表題曲としてリカットされた。
4. Hello, everybody!
後にオムニバス『ONE SCENE〜LOVE SO SWEET〜』にも収録された。
5. melody
6. after all…

## 参加ミュージシャン
day after tomorrow
- misono：Vocals
- 北野正人：Guitar
- 鈴木大輔：Keyboards

support musician
- 五十嵐充：Programming & Keyboards (全曲)
- 石塚知生：Programming & Keyboards (#5)
- 加藤薫：Electric Guitar & Acoustic Guitar (全曲)
- 広谷順子：Backing Vocals (#5,6)

## タイアップ
- アルペン『kissmark』TV-CMソング (#1)
- 日本テレビ系列スポーツバラエティ番組『S.O.S』イメージソング (#2)
- フジテレビ系列月曜9時枠連続ドラマ『ホーム&アウェイ』主題歌 (#3)
- フジテレビ系列月曜9時枠連続ドラマ『ホーム&アウェイ』オープニングテーマ (#4)
- フジテレビ系列バラエティ番組『奇跡体験!アンビリバボー』2002年7月〜9月度エンディングテーマ (#5)
- フジテレビ系列バラエティ番組『B.C.ビューティー・コロシアム』2002年10月〜2003年3月度テーマソング (#6)